# Messier 102
Messier 102 (M 102, auch als NGC 5866 bezeichnet) ist eine linsenförmige Galaxie mit den Abmessungen 6,5′ × 3,1′ und der scheinbaren Helligkeit von 9,9 mag im Sternbild Drache. Da sie als der Prototyp einer linsenförmigen Galaxie, d. h. einer Galaxie vom Hubble-Typ S0, angesehen wird, ist sie auch unter dem Namen Spindelgalaxie bekannt. Dieser Name ist allerdings mehrdeutig, da beispielsweise auch auf die ebenfalls linsenförmige Galaxie NGC 3115 unter demselben Namen Bezug genommen wird.
Heute wird M 102 allgemein dem NGC-Objekt NGC 5866 zugeordnet. Allerdings besteht eine Kontroverse, ob Messier tatsächlich diese Galaxie gemeint hatte, oder ob es sich bei M 102 um eine Doppelbeobachtung von M 101 handelt. Andere vermuten, dass Messier stattdessen NGC 5879 oder NGC 5928 gemeint hat, allerdings sind beide lichtschwächer als NGC 5866. Ursprünglich beobachtet wurde der Eintrag Nummer 102 in Messiers Katalog von Pierre Méchain, doch der Übertrag in Messiers endgültigen Katalog geschah in Eile und ohne Koordinatenangaben; lediglich mit der fehlerhaften Beschreibung, dass der Ort des Nebels zwischen den Sternen ο Boo und ι Dra sei.